# 기관절개술
기관절개술(氣管切開術, 영어: tracheostomy)은 기관과 그 위의 살갗을 절개한 다음 절개된 구멍으로 공기를 들여 숨쉴게 만드는 수술이다.

## 부품

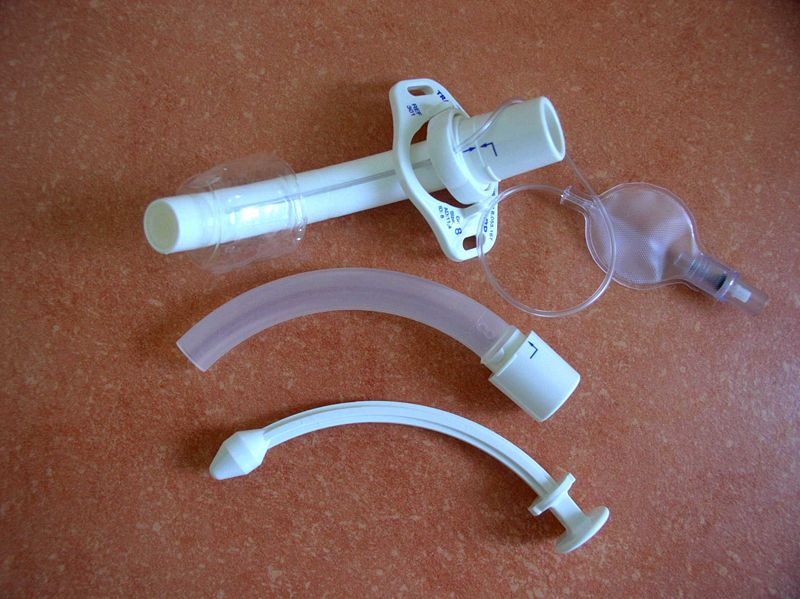
외관(맨 위), 부풀리게 되어 있는 커프(cuff, 맨 위 오른쪽), 내관 (가운데), 그리고 밀폐장치(아래).

기관절개술 튜브는 외관(outer cannula)이나 메인 샤프트(main shaft), 내관(inner cannula), 그리고 밀폐장치(obturator)로 구성된다.

## 역사
기관절개술은 기원전 3600년 경 이집트의 공예품에서 처음 묘사되었다.